# Barbara Czochralska

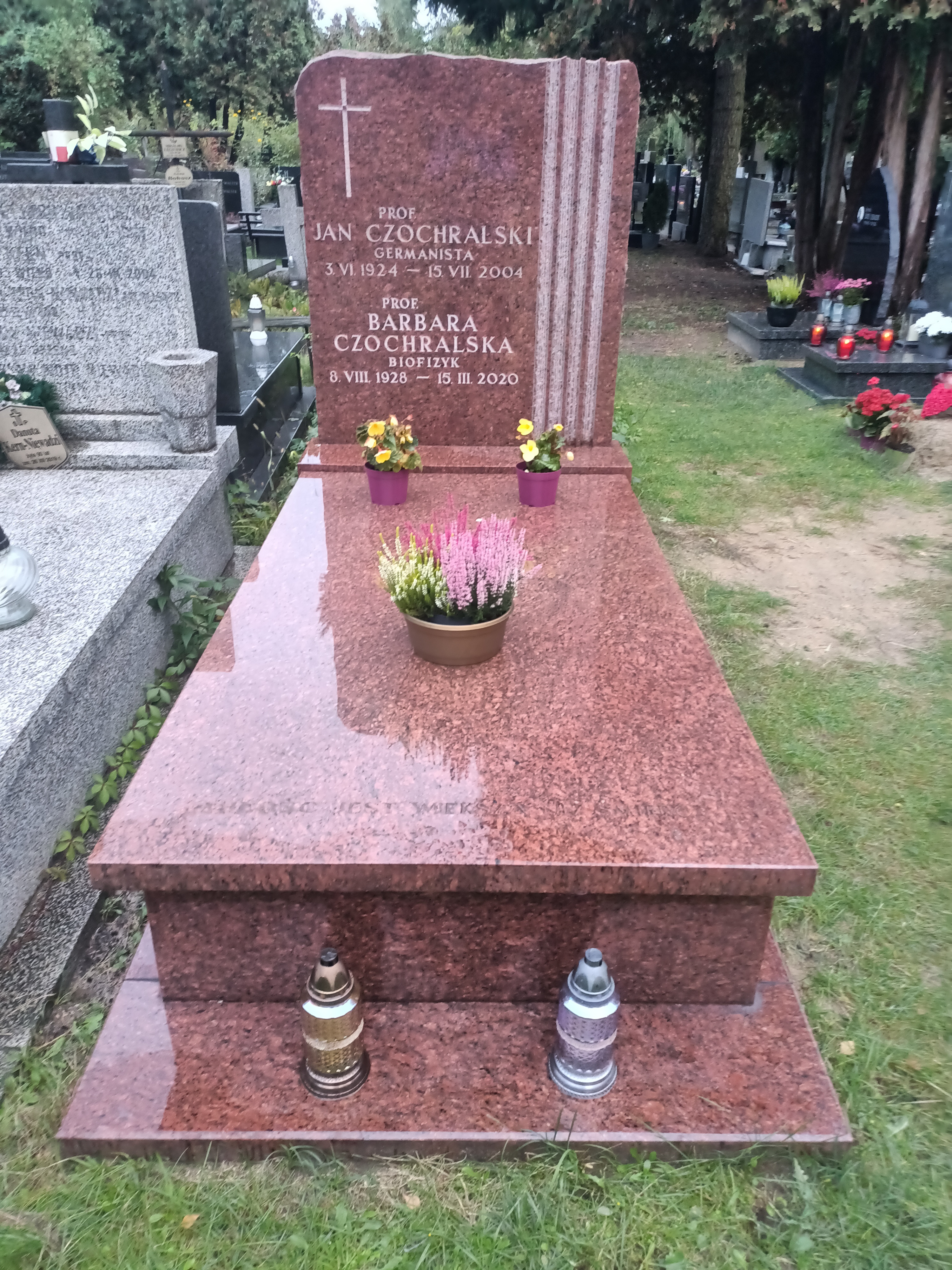
Grób Barbary Czochralskiej na Cmentarzu Wojskowym na Powązkach

Barbara Czochralska (ur. 1928, zm. 15 marca 2020) – polska biofizyk, prof. dr hab.

## Życiorys
Obroniła pracę doktorską, następnie uzyskała stopień doktora habilitowanego. 10 czerwca 1992 nadano jej tytuł profesora w zakresie nauk chemicznych. Pracowała w Instytucie Fizyki Doświadczalnej im. Stefana Pieńkowskiego na Wydziale Fizyki Uniwersytetu Warszawskiego.
Była członkiem Polskiego Towarzystwa Chemicznego.
Barbara Czochralska znała osobiście Edwarda Stachurę. Swoje spotkania i dyskusje z Edwardem Stachurą, a także obszerną korespondencję z poetą z lat 1973–1979, przedstawiła w książce „Ktoś spoza planety”.
Zmarła 15 marca 2020. Została pochowana na cmentarzu Wojskowym na Powązkach w Warszawie (kwatera G, rząd 14, grób 1).